# Động mạch thái dương nông
Trong giải phẫu cơ thể người, động mạch thái dương nông là một động mạch chính của đầu. Nó xuất phát từ động mạch cảnh ngoài khi động mạch này chi hai nhánh tận là động mạch thái dương nông và động mạch hàm.
Động mạch được sờ thấy trên cung gò má, phía trước và trên bình tai.

## Đường đi
Động mạch thái dương nông là nhánh nhỏ hơn trong hai nhánh tận xuất phát từ động mạch cảnh ngoài. Dựa vào hướng đi, động mạch thái dương nông có thể được xem là sự tiếp nối của động mạch cảnh ngoài.
Động mạch bắt đầu xuất phát từ trong mô tuyến mang tai, phía sau cổ xương hàm dưới, và đi nông qua mỏm gò má của xương thái dương; đi lên trên khoảng 5 cm từ mỏm gò má, động mạch chia làm hai nhánh, trán và đỉnh.

## Liên quan
Khi đi qua cung gò má, động mạch được bao phủ bởi cơ tai trước và một cân dày; động mạch bắt chéo với nhánh thái dương và nhánh cung gò má của thần kinh mặt và một hoặc hai tĩnh mạch. Động mạch song hành với thần kinh tai thái dương, vốn năm ngay sau động mạch.
Động mạch thông nối với động mạch ổ mắt trên của động mạch cảnh trong.

## Tầm quan trọng lâm sàng
Động mạch thái dương nông thường bị ảnh hường trong viêm động mạch tế bào khổng lồ và được sinh thiết nếu nghi ngờ.
Các cơn migraine có thể xảy ra khi động mạch thái dương nông giãn.

## Hình ảnh

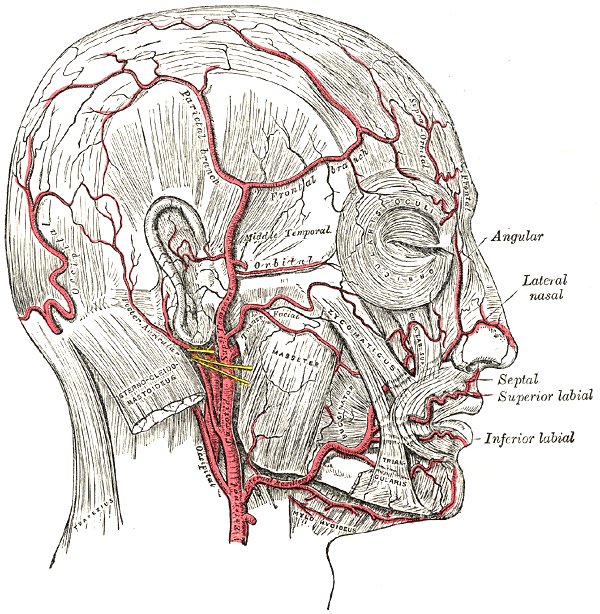
Các động mặt của mặt và da đầu.
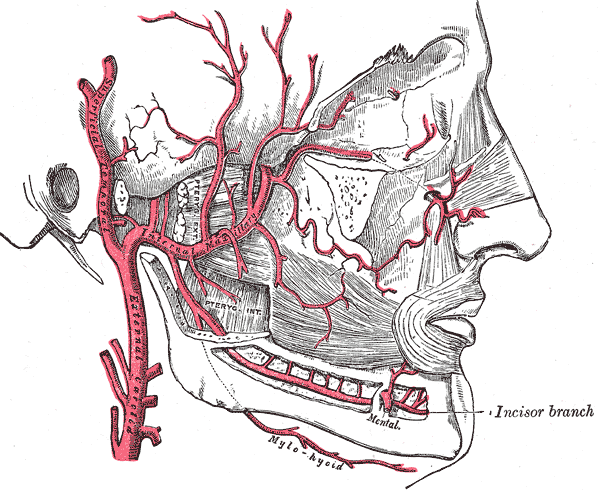
Plan of branches of internal maxillary artery.
Plan of branches of internal maxillary artery.
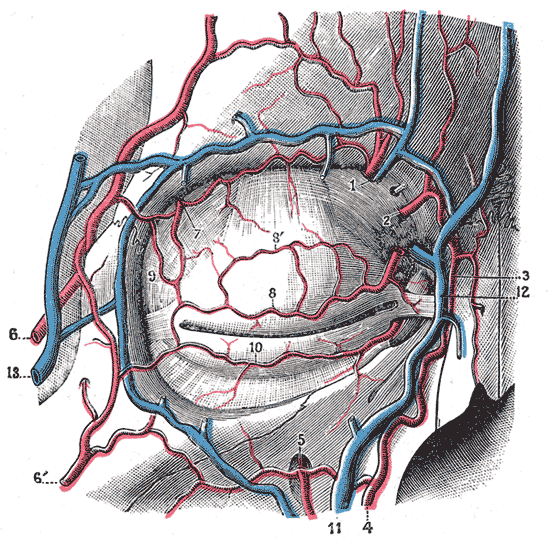
Bloodvessels of the eyelids, front view.
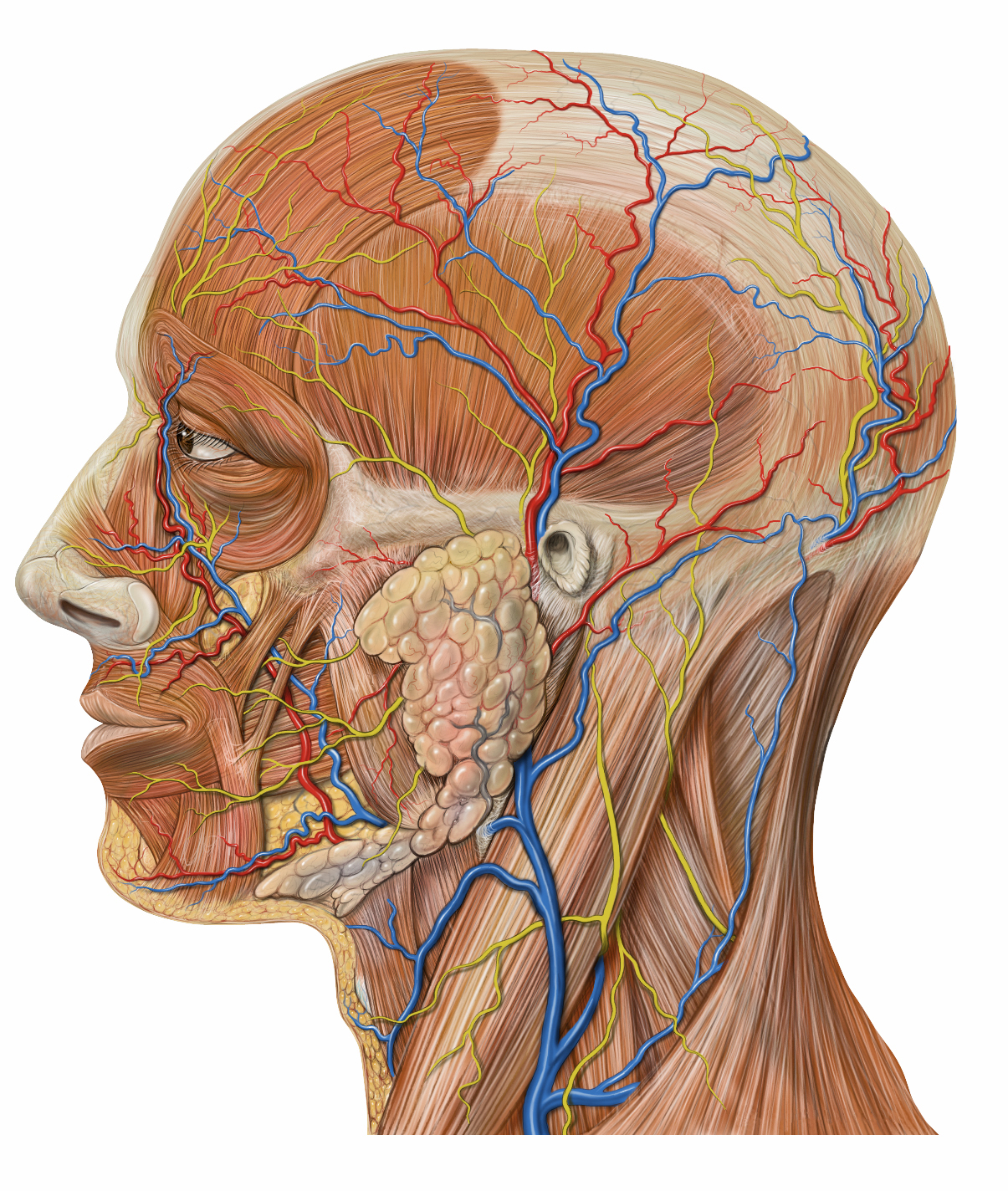
Lateral head anatomy detail
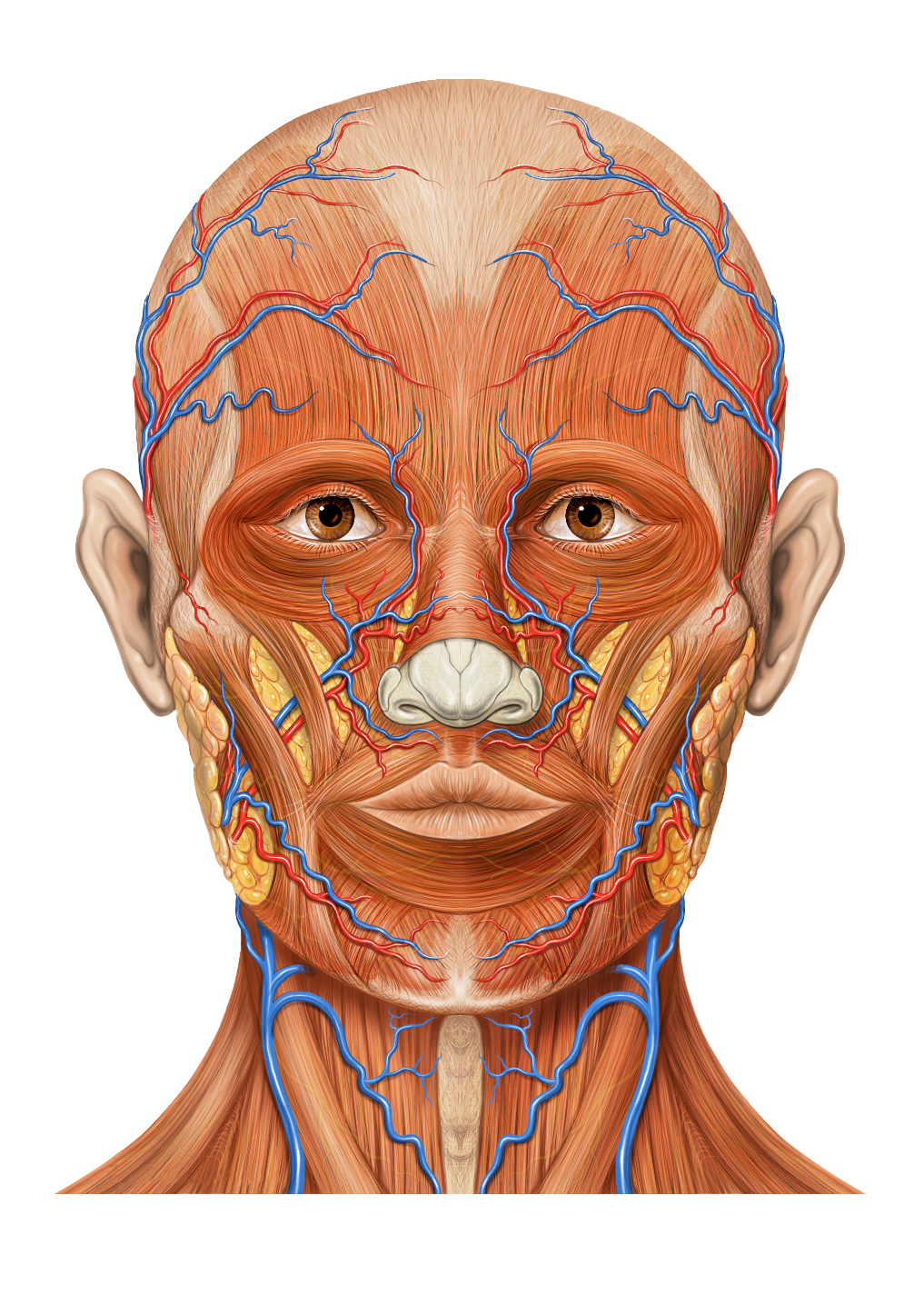
Head anatomy anterior view
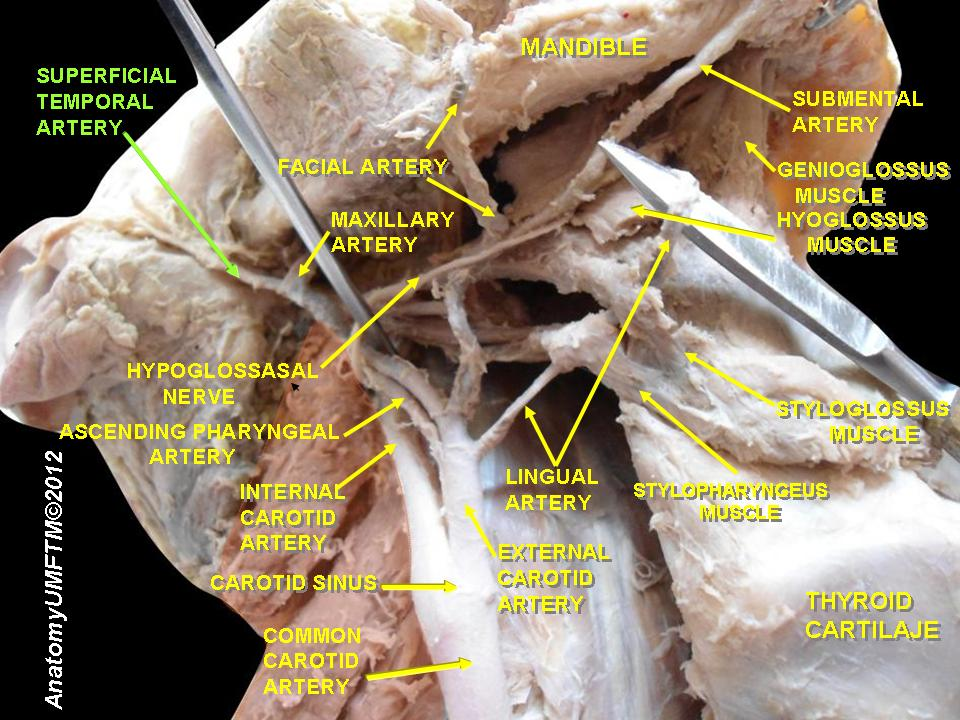
Superficial temporal artery
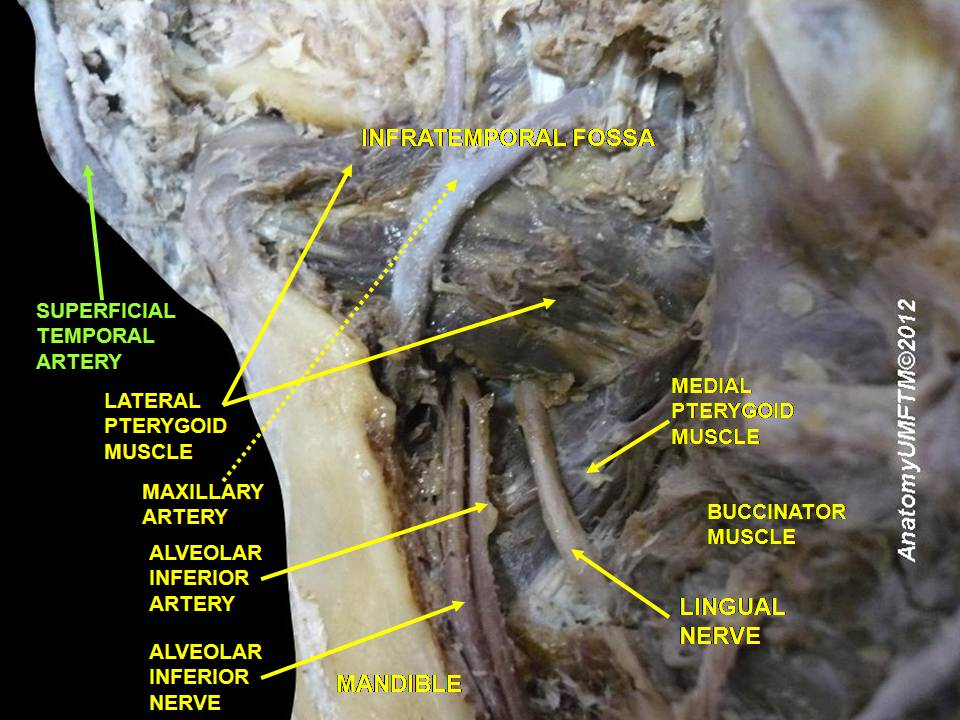
Superficial temporal artery